# Otto Peisl
Otto Peisl (* 23. Oktober 1916 in München; † 14. Oktober 1997 in Cham) war ein deutscher Volksmusiker, Volksmusikpfleger und Volksliedsammler, der vorwiegend in der Oberpfalz wirkte.

## Leben
Peisl wurde im Münchner Stadtteil Haidhausen geboren und wuchs in Markt Indersdorf auf. In München absolvierte er die Ausbildung zum Backer und den Arbeitsdienst. Im nationalsozialistischen Deutschland diente er als Soldat und heiratete 1940 die Waldmünchnerin Fanny Schmid aus Waldmünchen und ließ sich in der Oberpfalz nieder, wo er auch während des Zweiten Weltkrieges die Fronturlaube verbrachte.
In den Nachkriegsjahren begann Peisls Interesse für die Volksmusik. Schwerpunkt seines Schaffens war die Bewahrung des Volksliedes und des traditionellen Musizierens. Er förderte dabei vor allem die geistliche Volksmusik mit Advents- und Mariensingen. Ein von ihm in der großen Waldmünchner Festhalle ausgetragener Heimatabend wurde von mehr als 1000 Besuchern verfolgt und von Radio München aufgezeichnet. Von Peisl stammte auch die Idee für das Freilichtfestspiel „Trenck der Pandur vor Waldmünchen“. Er initiierte das regelmäßig ausgetragene „Böhmerwaldsingen“, wofür er 1966 mit dem Nordgau-Kulturpreis der Stadt Amberg ausgezeichnet wurde, und gründete am 23. Januar 1955 mit dem „Oberpfälzer Volkssängerkreis“ (seit 1957 Oberpfälzer VolksliedKreis) den zu dieser Zeit ersten Volksmusikverband in Altbayern, dessen erster Vorsitzender er bis zur Übergabe des Amtes an Hans Weigert im Jahr 1994 war. Der Verein umfasste zeitweise 150 Gruppen in den vier Regionen Cham, Schwandorf, Regensburg und Steinwald/Stiftland.
Ferner wirkte Peisl mit bei der Vermittlung heimischer Sing- und Musikantengruppen an den Bayerischen Rundfunk und mehreren Volkmusiksendungen und Rundfunkreportagen aus dem Bayerischen Wald. Hinzu kamen 26 Langspielplatten und 30 Musikkassetten. Im Straubinger Kalender von 1995 wurde er als „Kiem Pauli der Oberpfalz“ bezeichnet. Peisl war auch Vizepräsident des Oberpfälzer Kulturbundes.

## Auszeichnungen (Auswahl)
- 1966: Nordgau-Kulturpreis der Stadt Amberg in der Kategorie „Nordgauförderung“[4]
- 1976: Kulturpreis des Bayerischen Wald-Vereins[5]
- 1986: Waldschmidt-Preis, Waldschmidt-Verein, Eschlkam[6]
- 1987: Bundesverdienstkreuz 1. Klasse[1]
- 1995: Ehrenpreis beim „Tag der Volksmusik“ in Wildbad Kreuth, Hanns-Seidel-Stiftung[7]
- Goldene Bundesehrennadel des Bundes der Eghalanda Gmoin[1]
- Goldene Medaille des Bayerischen Rundfunks[1]
- Bezirksmedaille des Bezirks Oberpfalz[1]
- Medaille „Für vorbildliche Heimatpflege“, Bayerischer Landesverein für Heimatpflege[1]
- Bundesverdienstkreuz am Bande[1]
- Bayerischer Verdienstorden[1]